# Шалашный переулок (Одесса)
Шалашный переулок — улица в исторической части Одессы, от Малой Арнаутской до Старорезничной улицы.

## История
Близость к рынку «Привоз» определила торговый характер улицы.
Современное название переулок получил (на рубеже 1870—1880 годов) по временным торговым сооружениям — шалашам, находившимся на улице
Назывался также Тупиковым, Сквозным.

## Известный жители
Татьяна Боева